# San José (Petén)
San José (alter Mayathan- bzw. Itzá-Name: Ixtutz, „Ort der Macauba-Palmen“) ist ein über 2000 Einwohner zählender Ort in Guatemala. Er liegt im Departamento Petén und ist Verwaltungssitz des Municipios San José, das sich auf 2252 km² erstreckt und über 4000 Einwohner hat.

## Geographie
Der Ort San José liegt in der Mitte Peténs am Nordwestufer des Petén-Itzá-Sees auf 130 m Höhe. Von Flores aus, der am Südufer des Sees gelegenen Hauptstadt des Departamentos, ist San Andrés über eine Landstraße oder per Boot zu erreichen.
Wie bei allen Municipios Peténs liegt der Hauptort am Petén-Itza-See oder an einer größeren Verkehrsachse, während sich das Verwaltungsgebiet weit in rückwärtige, dünn besiedelte Regionen ausdehnt. Im Fall von San José umfasst es einen Landstrich, dessen Breite durch das Nordufer des Petén-Itzá-Sees definiert wird. Der Länge nach erstreckt sich das Municipio zwischen dem See im Süden und der Grenze zu Mexiko im Norden. Etwa 80 Prozent dieses größtenteils von tropischem Regenwald bedeckten Gebietes stehen als Biosphärenreservat (Reserva de la Biósfera Maya) unter Naturschutz.
Die angrenzenden Municipios sind San Andrés im Westen und Flores im Süden und Osten. Im Norden grenzt San José an den mexikanischen Bundesstaat Campeche.

## Geschichte
Das Gebiet um den See war seit dem 12. Jahrhundert vom Maya-Volk der Itzá besiedelt, die hier bis 1697 einen unabhängigen Staat mit der Hauptstadt Tayasal hatten. An der Stelle des heutigen San José stand das Itzá-Dorf Ixtutz. Mehrere Eroberungsversuche der Spanier scheiterten am heftigen Widerstand der Itzá. Erst am 13. Mai 1697 gelang es dem spanischen Eroberer General Martín de Ursúa, Tayasal einzunehmen. Noch am selben Tage gründete er den Ort Ixtutz mit 200 Menschen neu.
1852 wurde Ixtutz von der Regierung in Guatemala-Stadt zum Municipio erhoben und in San José umbenannt. Bis zu Gebietsreformen im Jahr 1962 umfasste das Municipio wesentlich größere Teile Nord-Peténs als heute.

## Bevölkerung
Das Municipio San José ist eines der am dünnsten besiedelten Gebiete Guatemalas. Die Itzá machen heute nur noch rund ein Drittel des Gesamtbevölkerung aus, über 40 Prozent sind Ladinos und das restliche Viertel sind aus dem Süden zugewanderte Kekchí. Die Itzá konzentrieren sich im Hauptort, die übrige Bevölkerung lebt in den Orten am See wie La Providencia, Playa Blanca, San Roman und Jobompiche. Andere Orte wie Corozal und kleinere ländliche Siedlungen und Weiler sind nur auf Schotterpisten oder Trampelpfaden zu erreichen.
Das Dorf San José (Ixtutz) ist auch der letzte Ort, an dem noch die Itzá-Sprache zu hören ist. Während in anderen Dörfern die Sprache seit den 1930er Jahren nicht mehr an die Kinder weitergegeben wurde, setzte dieser Prozess im stärker isolierten San José erst später ein. Nach der letzten Volkszählung in Guatemala im Jahre 2002 bezeichneten sich 1983 Menschen als Itzá, doch gaben hiervon nur 1094 Itzá als Muttersprache an. SIL International gibt für das Jahr 1986 gar nur noch 12 voll kompetente Sprecher und für 1991 insgesamt 60 meist ältere, nicht mehr voll kompetente Sprecher an, alle wohnhaft in San José Petén.

## Wirtschaft
Die Menschen im Municipio San José leben vorwiegend von der Landwirtschaft. Rund die Hälfte der arbeitenden Bevölkerung betreibt sie in Subsistenzwirtschaft. Angebaut werden vorwiegend Mais, Bohnen und Gemüse. Daneben spielen noch das Handwerk, der Dienstleistungssektor und der Tourismus eine Rolle.

## Sehenswürdigkeiten
Auf dem Gebiet des Municipios San José gibt zahlreiche Maya-Ruinen. Nennenswert sind die Zentren El Zapote, La Muralla, Zacatal, Motul de San José und El Mirador sowie Nakbé, El Guiro, Bejucal, Chachaclum, San Pedro, Uxpetén, El Astillero, Piedra Blanca, El Quetzal, Jobompiche, Cerro Cahuí, Altamira, El Palmar und El Zotz.